# Вугілля (графічний матеріал)

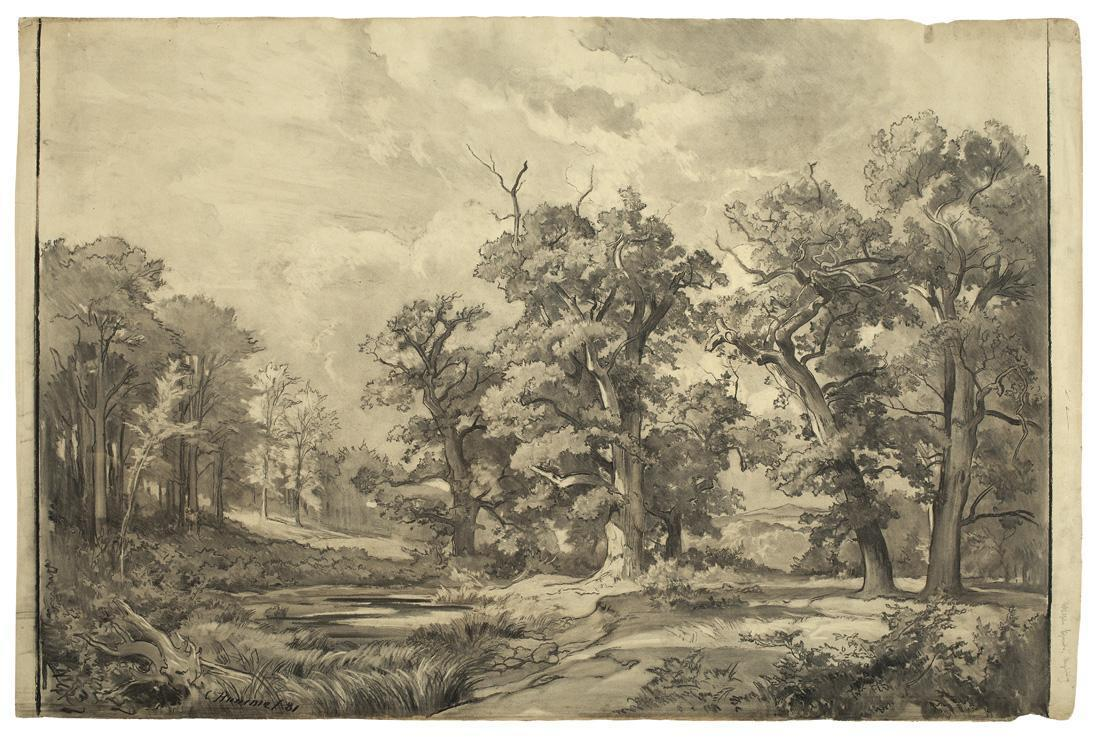
Карл Гаммель, «Галявина», малюнок вугіллям, 1881 р.

Вугілля, вугіль, деревне вугілля — матеріал для виконання графічних творів, малювання, що виготовляється з паличок або гілок різних порід дерев або пресованого вугільного порошку. У живописі вугіллям виконують підготовчий малюнок на ґрунтованому полотні. Вирізняється відсутністю інтенсивної чорноти та сіруватим відтінком.

## Склад і виготовлення

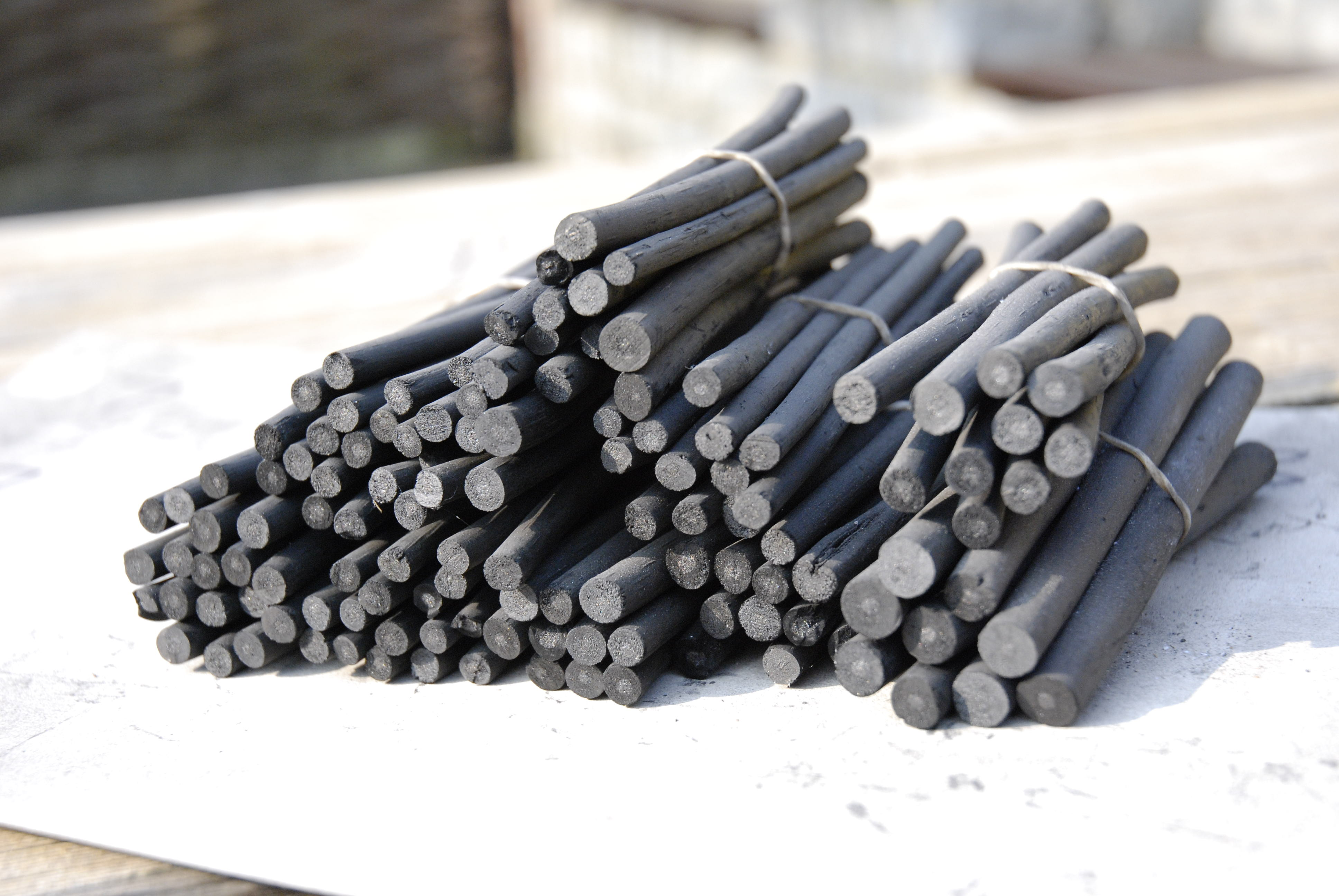
Фюзенні олівці з гілок верби

Деревне вугілля є одним із найстаріших засобів для малювання. Зазвичай виготовляється з гілочок верби чи липи, які повільно згорають, лишаючи вуглець. Для японського розпису сумі-е використовується вугілля бамбука. Також палички можуть виготовлятися зі спресованого вугільного порошку, змішаного зі смолою; їм може надаватися кругла чи квадратна форма в перерізі. Палички бувають м'якої, середньої або твердої консистенції.

## Техніка малювання
Вугілля часто використовується художниками при виконанні підготовчих малюнків на полотні. Воно лишає лінії з м'яким краєм. Збереглося багато таких малюнків відомих митців, зокрема роботи Альбрехта Дюрера, Паулюса Поттера, Едуарда Мане, Едґара Деґа, Анрі де Тулуз-Лотрека, а також Ернста Барлаха та Кете Кольвіц.
Малюнки вугіллям легко перекривати фарбою, без ризику, що вона змінить колір або тон. Малюнок вугіллям легко стирається та розмазується для створення різних тональних областей, текстури та затінення. Оскільки малюнки, виконані деревним вугіллям на папері, погано закріплені, їх фіксують закріплювачем — зазвичай смолою, розчиненою в спирті.